# 唐鑫
唐鑫（1991年3月8日—），女，江苏南京人，中国大陆影视戏剧演员、导演。前柏合丽娱乐传媒集团(台湾) 签约艺人。

## 生平
从小学习舞蹈，曾经是南京小红花艺术团的一名舞蹈演员，并获得两次全国舞蹈大赛金奖。2001年考入中国戏曲学院附中第一届音乐剧表演班，由于身体原因未能继续学习。回到南京后，父母把她送到南京树人国际学校，实施双语教学。2008年回到北京电影学院进修表演，2009年考入上海戏剧学院导演系本科，2011年末签约宝丽来国际娱乐股份有限公司（台湾），成为一名艺人。
2013年留学德国，先后就读于德国拜罗伊特大学音乐与戏剧表演专业研究生，柏林艺术大学表演艺术学院戏剧系研究生。

## 影視作品
| 首播年份 | 剧名             | 角色     | 合作演員               | 备注 |
| 2012年   | 《蘭陵王》       | 香菱     | 林依晨，冯绍峰，陈晓东 |      |
| 2012年   | 《小时代》       | 童谣     | 陈意涵，金世佳，陈学冬 |      |
| 2012年   | 《铠甲勇士拿瓦》 | 小蝶     | 曹曦月，刘芮麟，曾祥程 |      |
| 2013年   | 《懒人美食日记》 | 海伦     | 郭品超，吴映洁，余心恬 |      |
| 2013年   | 《辣妈正传》     | 不良少女 | 孙俪，张译，明道       |      |
| 2016年   | 《恋人的谎言》   | 万佳佳   | 贾青，丁一宇，胡宇威   |      |

## 話劇作品
2011年
- 《理发师陶德》饰演 疯女人
- 《貓原邊》饰演 海斯特•斯维恩
- 《红玫瑰与白玫瑰》饰演 白玫瑰孟烟鹂
- 《箱爱》饰演  欧阳雪梨
- 《美少战士舞台剧》饰演 火野丽

2012年
- 《穿棉mao裤的夏天》饰演  Mimosa
- 《妻妾成群》饰演  丫鬟雁儿
- 《今天你解套了吗》饰演  许璐
- 《高夫产品发布会定制话剧》饰演  糖糖,lily
- 《驯悍记》饰演 比昂台罗

2013年
《狗日的鬼子》饰演 大扣儿，并于同年受邀参演波兰华沙国际戏剧节。

## 其他作品

### 廣告
- 《龍之穀系列》
- 《陸家嘴上海一圈 》
- 《Imagefilm Lebensmittelmesse Paris》(德国)

### MV
- 《可以不可以》歌手丁噹
- 《Pinball Road》歌手Copycat Club（意大利）

### 主持
连续两届（第十四届和第十五届）为德国艺术与教育国际交流促进会项目“中德青少年节”开幕式主持，并受邀担任2016年“第十五届中德青少年艺术节”朗诵嘉宾

## 外部連結
- 唐鑫的Instagram （页面存档备份，存于）
- 唐鑫的脸书
- 唐鑫的新浪微博